# Sticta myrioloba
Sticta myrioloba är en lavart som först beskrevs av Johannes Müller Argoviensis, och fick sitt nu gällande namn av D. J. Galloway. Sticta myrioloba ingår i släktet Sticta och familjen Lobariaceae.   Inga underarter finns listade i Catalogue of Life.